# Acisanthera hedyotoidea
Acisanthera hedyotoidea är en tvåhjärtbladig växtart som först beskrevs av Karel Presl, och fick sitt nu gällande namn av José Jéronimo Triana. Acisanthera hedyotoidea ingår i släktet Acisanthera och familjen Melastomataceae. Inga underarter finns listade i Catalogue of Life.